# Panzerschreck
Il Panzerschreck (letteralmente "spaventa-carri" in tedesco), la cui denominazione ufficiale era Raketepanzerbüchse 43 (RPzB 43), è un lanciarazzi anticarro portatile usato dall'esercito tedesco durante la seconda guerra mondiale.
Il principio di funzionamento del Panzerschreck era lo stesso del bazooka statunitense: un tubo cilindrico in cui veniva inserito da una delle due estremità un proiettile a razzo dotato di una carica cava. Tale proiettile veniva sparato uscendo dall'altra estremità del tubo senza produrre un rinculo rilevante, rendendolo perfetto anche per l'uso da parte di un semplice fante in ruolo anticarro.
Nel 1942, in Tunisia, si ebbe il primo scontro della 2ª guerra mondiale fra truppe terrestri statunitensi e tedesche.
In questa occasione, i tedeschi rimasero impressionati dalle caratteristiche dell'arma controcarro portatile che le truppe statunitensi impiegavano: il lanciarazzi Bazooka.
Questo era una grave minaccia per i carri tedeschi, in quanto la carica cava di cui era dotato il razzo sparato poteva perforare la corazza di quasi tutti i carri in dotazione alle Panzerdivisionen ed inoltre, considerando che era un'arma portatile e che era di costruzione particolarmente semplice ed economica, quindi largamente distribuibile tra le truppe di fanteria, ne venne presa in considerazione la riproduzione da parte tedesca, che venne ordinata alla HASAG di Meuselwitz nel 1943.

## Caratteristiche

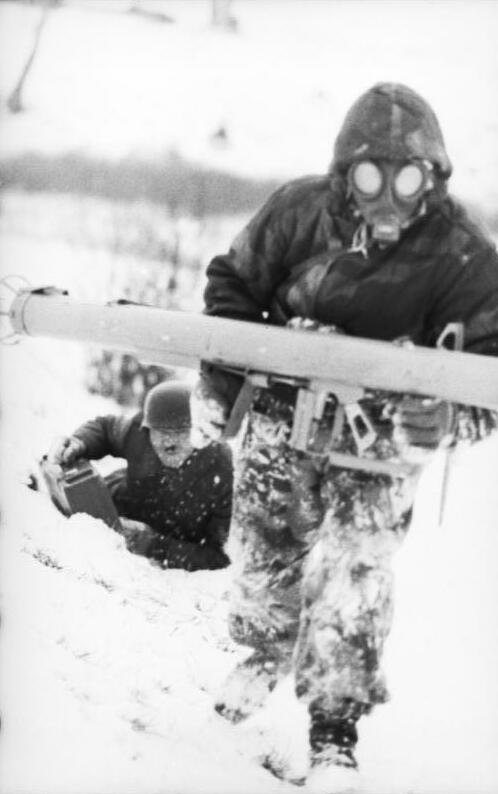
Fronte orientale, marzo 1944: operatore di un Panzerschreck, con la maschera in cuoio per proteggersi dalla fiamma prodotta dall'arma

Il Panzerschreck nacque come riproduzione del bazooka con piccoli aggiustamenti: il calibro era di 88 mm anziché di 60 mm, e il sistema utilizzato per l'accensione del razzo al momento della pressione del grilletto nel sistema tedesco era basato su un generatore magnetico di elettricità, anziché su un pacco batteria come nel sistema statunitense. Anche la presenza di uno scudo di protezione per il tiratore posto sul lato sinistro del tubo di lancio, necessario in quanto il motore del razzo era ancora in funzione dopo l'uscita dal tubo lanciatore, differenziava l'arma tedesca da quella statunitense.
Come tutte le armi di questa categoria, anche il RPzB 43 al momento dello sparo genera una violenta vampata di gas di scarico che esce dal retro del tubo di lancio, con grande pericolo nei confronti del personale che si fosse trovato nelle vicinanze e posteriormente all'arma. Sempre per tale vampata posteriore, era improponibile l'uso di questo lanciarazzi dall'interno di luoghi chiusi (stanze o veicoli), pena la perdita degli stessi operatori dell'arma.

## Ruolo
All'epoca, l'esercito tedesco usava un'altra arma anticarro portatile: il lanciagranate Panzerfaust, dotato di un tubo di lancio di dimensioni estremamente ridotte: la parte anteriore della testata anticarro sporgeva anteriormente dal tubo di lancio su cui era montata direttamente in fabbrica e pronta all'uso. Le dimensioni inferiori di quest'arma e la sua semplicità di utilizzo la rendevano perfetta per uso individuale, mentre il Panzerschreck, più preciso e con maggiore gittata (oltre 150 m contro meno di 100 m) ma leggermente più ingombrante (era lungo 1,67 m) e pesante (9,5 kg senza razzo contro i 6,5 kg del Panzerfaust armato), era più adatto ad un uso con due operatori (tiratore e servente). Sopprimeva mezzi corazzati con una corazzatura fino a 130mm di spessore.

## Utilizzatori
- Germania nazista
- Finlandia[7]
- Repubblica Sociale Italiana[7]
- Regno d'Ungheria[7][8]
- Regno di Romania[7][9]
- Stato segreto polacco - Armia Krajowa (armi catturate)[7]
- Unione Sovietica (armi catturate)[7]